# Бекмурадов, Атамурад
Атамурад Бекмура́дов (1922 — 1976) — советский туркменский актёр. народный артист Туркменской ССР (1964).

## Биография
Родился 1 января 1922 года. Член КПСС с 1952 года.
С 1939 года актёр Туркменского ГАДТ имени И. В. Сталина.
Жена — народная артистка СССР Сона Мурадова.

## Творчество
- «Хурлука и Хемра» Б. М. Кербабаева (по мотивам туркменского эпоса) — Хуршит
- «Кеймир-Кёр» К. Бурунова, Б. Аманова — Хаджома
- «Кемине» Б. Аманова — Шукур
- «Сын пастуха» Г. Мухтарова, К. Сейтлиева — Берды
- «Семья Аллана»  Г. Мухтарова — Курбан
- «На рассвете» Г. Мухтарова — Таймаз
- «Мяхри» Х. Дерьяева — Бaба Келева
- «Доходное место» А. Н. Островского — Онисим Панфилович Белогубов
- «Бедность не порок»  А. Н. Островского — Яша Гуслин
- «Поздняя любовь» А. Н. Островского — Дормидонт
- «Ревизор» Н. В. Гоголя — Пётр Иванович Добчинский
- «Мещанин во дворянстве» Мольера — Журден
- «Проделки Скапена» Мольера — Леандр
- «Хозяйка гостиницы» К. Гольдони — Слуга Рипафратты
- «Русский вопрос» К. М. Симонова — Харди
- «Счастье» П. А. Павленко — Юрий Поднебеско

## Награды и премии
- Орден «Знак Почёта» (1955)[1]
- Медаль «За трудовую доблесть» (1949)[2]
- Народный артист Туркменской ССР (1964)
- Сталинская премия третьей степени (1951) — за исполнение роли в спектакле «Семья Аллана» Г. Мухтарова на сцене Туркменского ГАДТ имени И. В. Сталина